# Eudenbach

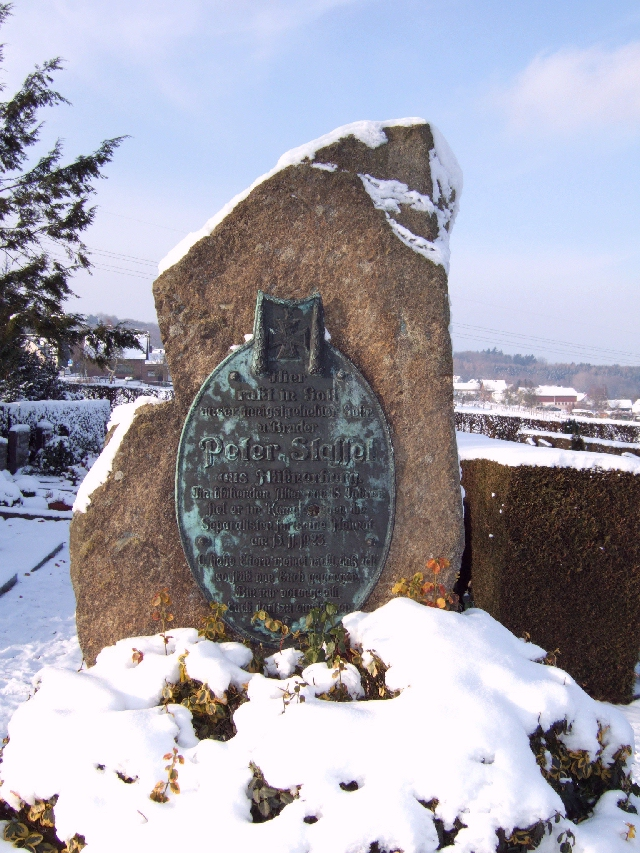
Grab von Peter Staffel in Eudenbach mit ursprünglicher Bronzetafel – heute durch neue Tafel ersetzt

Eudenbach ist ein Stadtteil von Königswinter im nordrhein-westfälischen Rhein-Sieg-Kreis, der zur Gemarkung Oberhau gehört. Der Stadtteil hat mit umliegenden Orten 2162 Einwohner, der Ortsteil Eudenbach selbst 1053 (Stand: 30. September 2022).

## Geographie
Eudenbach liegt auf der östlichen, dem Rhein abgewandten Seite des Siebengebirges am Rande des Niederwesterwalds.
Zum Stadtteil gehören neben Eudenbach die Ortschaften Eudenberg, Faulenbitze, Gratzfeld, Hühnerberg, Kappesbungert, Kochenbach, Komp, Kotthausen, Quirrenbach, Rostingen, Sassenberg, Schnepperoth, Schwirzpohl und Willmeroth.
Der nächstgrößere Nachbarort im Süden ist Wülscheid, ein Ortsteil des Bad Honnefer Stadtbezirks Aegidienberg. Westlich liegen die Basaltsteinbrüche Hühnerberg und Eudenberg/Tongrube Eudenbach, die in den nächsten Jahrzehnten durch Verfüllungen zu einem Naturschutzgebiet umgewandelt werden sollen. Südöstlich der Ortschaft liegt an der Landesstraße 330 im Staatsforst Siegburg das Segelfluggelände Eudenbach, dessen nordwestlicher Teil von einem Materiallager der Bundeswehr eingenommen wird. 
Die nächste Autobahnanschlussstelle ist Bad Honnef/Linz an der A 3.

## Geschichte
Eudenbach wurde im Jahr 1555 erstmals in einer Gerichtsbeurkundung der Propstei Oberpleis erwähnt.
Im Jahr 1872 wurde im Ort eine Notkirche gebaut, die man 1912 durch heutige Kirche St. Mariä Himmelfahrt ersetzte. Erst im Jahre 1928 erfolgte die Weihe der Kirche.
1875 wurde der Grundstein zum Neubau der Eudenbacher Schule mit zwei Lehrerwohnungen gelegt. Dieser Bau wurde im Zweiten Weltkrieg zerstört. Bis zur Eröffnung des Schulneubaus im Jahr 1950 fand der Unterricht in einer Gaststätte und einem Geschäft statt. 2001 wurde der Neubau der katholischen Grundschule Eudenbach eingeweiht.
Eudenbach war wie viele Ortschaften am Siebengebirge in die Separatistenkämpfe der Rheinischen Republik November 1923 verwickelt. Der im Rahmen dieses Konfliktes getötete Schmied Peter Staffel ist auf dem Eudenbacher Friedhof begraben.
Mitte der 1930er-Jahre wurde für die Luftwaffe der Einsatz(flug)hafen Eudenbach gemeinsam mit Unterkunfts- und Munitionslagern auf bzw. an der Mußer Heide (auch Musser Heide) errichtet. Dazu gehörte neben dem Lager Eudenbach das ab 1940 erbaute Munitionslager Musser Heide im Schwirzpohler Wald bei Gratzfeld. Von 1943 bis 1945 wurde im Lager Eudenbach auch eine Seeberufsfachschule betrieben.
Im Ort befindet sich eine Kriegsgräberstätte, auf der 94 Kriegstote des Zweiten Weltkriegs ruhen.
1953 richtete die Landwirtschaftskammer in Eudenbach das Genossenschaftshaue der Landfrauen ein.
Eudenbach gehörte ab 1846 zur Gemeinde Oberpleis im Siegkreis. 1969 wurde der Ort – im Rahmen der Kommunalen Neuordnung des Landes Nordrhein-Westfalen – durch die Eingemeindung der Gemeinde Oberpleis Ortsteil der Stadt Königswinter.

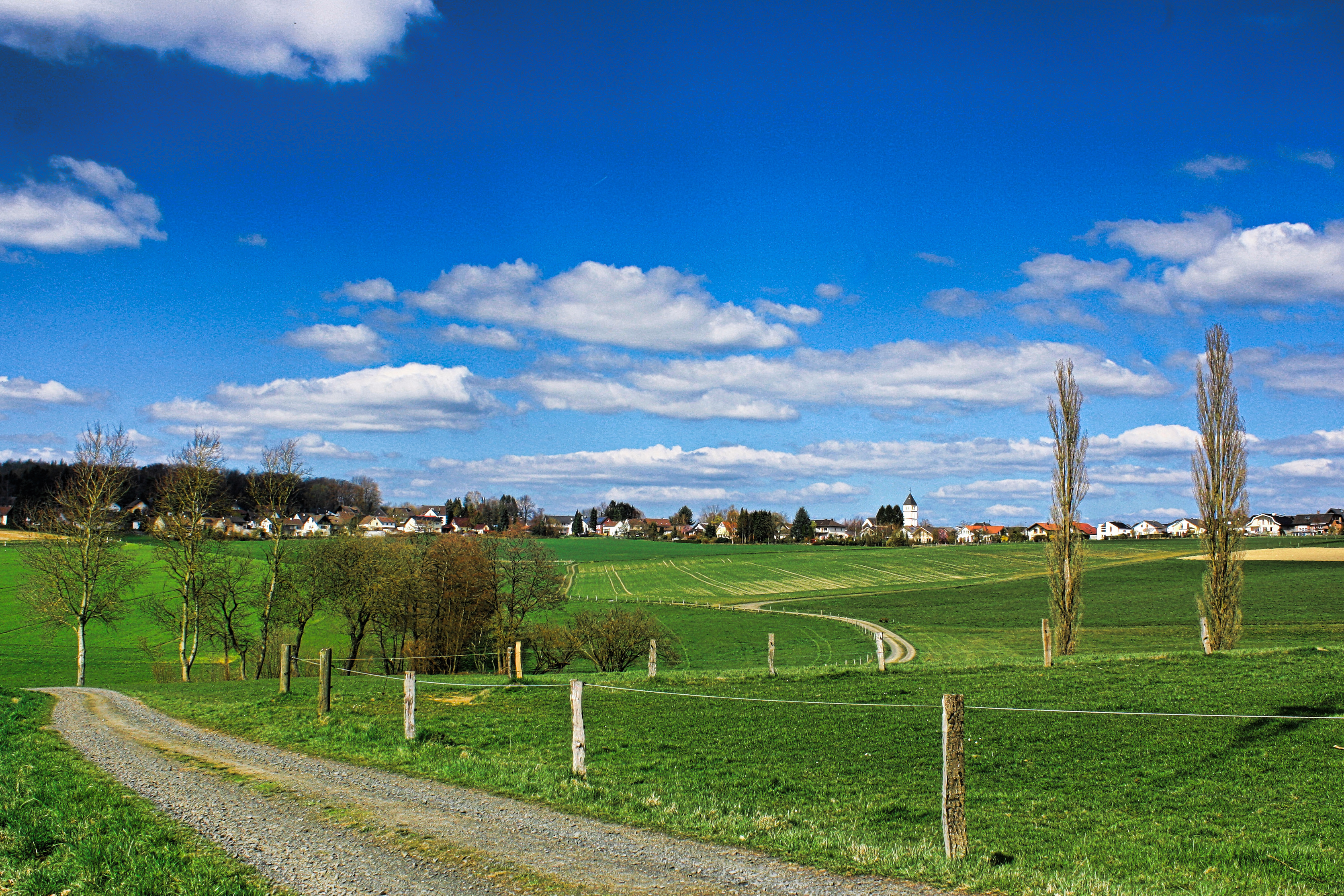
Eudenbach

### Bevölkerungsentwicklung
| Jahr | Einwohner |
| ---- | --------- |
| 2000 | 747       |
| 2005 | 949       |
| 2010 | 941       |
| 2015 | 963       |
| 2020 | 1.013     |

## Öffentliche Einrichtungen

### Schule
- Katholische Grundschule Eudenbach

### Kindergarten
- Kindergarten Eudenbach, seit 2008 in Trägerschaft der Fröbel-Gruppe Köln

### Freizeiteinrichtungen und Sportanlagen
- Sport- und Mehrzweckhalle Eudenbach
- Sportplatz Eudenbach
- Segelfluggelände Eudenbach
- Campingplatz

## Trivia
- „Dichterbrand“, ein „Siebengebirgskrimi“ von Norman Liebold, spielt in Eudenbach. Quirin Hundtemann, Privatdetektiv und Literaturwissenschaftler, ermittelt darin in dem Fall des auf dem dortigen Campingplatz umgekommenen Schriftstellers Richard Beckmann.
- „D‘Oberhau“, ein Lied von der Band „Sach An“ ist dem Oberhau und somit auch Eudenbach gewidmet.

## Sehenswürdigkeiten

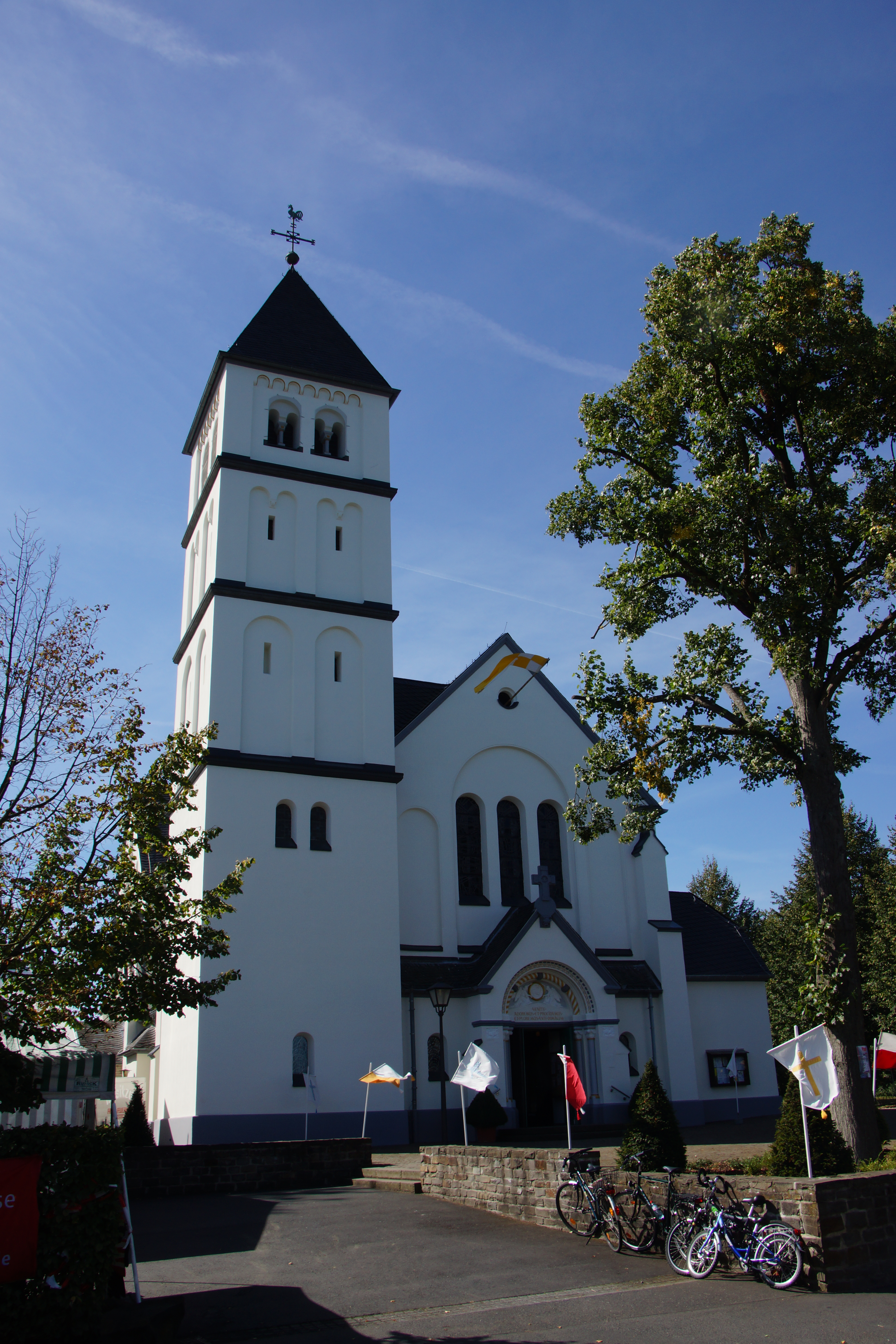
St. Mariä Himmelfahrt

Als Baudenkmal vom Rheinischen Amt für Denkmalpflege erfasst sind die in die Liste der Baudenkmäler in Königswinter aufgenommenen Bauwerke:
- die katholische Pfarrkirche St. Mariä Himmelfahrt, errichtet 1912 anstelle eines provisorischen Holzbaus aus 1872, dreischiffiger Putzbau im neoromanischen Stil
- der Friedhof, angelegt am Beginn des 20. Jahrhunderts, fast vollständige Heckenumrandung, mit neogotischem Hochkreuz von 1903
- ein Wegekreuz mit Inschrift, errichtet 1904, aus Sandstein, Kreuzform: Gliederkreuz
- ein Wegekreuz mit Inschrift, errichtet um 1900, aus Sandstein, Kreuzform: Gliederkreuz
- ein Wegekreuz mit Inschrift, errichtet 1922, aus Sandstein, Kreuzform: Gliederkreuz
- das ehemalige Forsthaus Eudenbach des Königlichen Forstes Siebengebirge, errichtet um 1890, mit Wirtschaftsgebäuden, Backsteinbauten
- ein villenartiges Wohnhaus, errichtet um 1900, aus ehemaliger Hofanlage, zweigeschossiges Backsteingebäude, Schmuckformen des Historismus

## Persönlichkeiten
- Erwin Hardeck (* 1940), Musikwissenschaftler und Bibliothekar
- Hans Weingartz (1949–2024), Verleger